# Borszcziwka (rejon gródecki)
Borszcziwka (ukr. Борщівка) – wieś na Ukrainie, w obwodzie chmielnickim, w rejonie gródeckim.